# Asparagaceae
Classification APG III (2009)
Famille
Les Asparagaceae (Asparagacées) sont une famille de plantes monocotylédones.
Cette famille n'existe pas en classification classique de Cronquist (1981) qui inclut ces plantes dans les Liliacées.

## Étymologie
Le nom vient du genre Asparagus qui vient du grec ἀσπάραγος / aspáragos, « asperge », nom de ces plantes.

## Description générale
Les Asparagacées sont généralement originaires des régions tempérées chaudes et subtropicales, où elles sont largement répandues.

### Les racines et tiges
- Ce sont soit des plantes herbacées pérennes rhizomateuses soit des lianes.
- Certaines espèces sont qualifiées d’arbrisseaux même si, bien sûr, les monocotylédones n’ont ni vrais troncs ni formation de bois secondaire.
- La fonction chlorophyllienne est souvent transférée aux tiges.

### Les feuilles
- Une des caractéristiques de cette famille est la présence de feuilles très réduites, généralement jusqu’à l’état d’écailles plus ou moins épineuses. Elles abandonnent souvent leurs fonctions chlorophylliennes.
- Les feuilles sont  dépourvues de stipules.
- Les feuilles ne doivent pas être confondues avec les cladodes, de nombreux et courts rameaux plats, visibles sur les tiges. Ce sont ces cladodes qui assurent le fonctionnement chlorophyllien.
- Signalons que l’introduction de nouveaux genres dans la famille, par l’APG II remet en question cette description traditionnelle des feuilles d’Asparagacées.[Quoi ?]

### La ou les fleurs
- Selon les espèces, on retrouve tous les grands schémas de reproduction : les plants sont soit monoïques, soit dioïques, on trouve des cas d’hermaphrodisme, de polygamie.
- Il en résulte des inflorescences diverses : les fleurs peuvent être solitaires ou groupées en cyme, en ombelle ou en grappe.
- Les fleurs sont petites et régulières (cycliques).
- Le périanthe est composé de trois pétales et trois sépales, indissociables. Ces six tépales sont soit libres soit soudés. Les fleurs sont donc fondamentalement trimères.
- Les six tépales ont l’aspect de pétales (pétaloïdes), soit l’aspect de sépales (sépaloïdes).
- L’androcée contient 6 étamines toutes fertiles disposées sur deux verticilles (diplostémones). Les anthères semblent être insérées par leur partie dorsale (dorsifixes) et s’ouvrent vers l’intérieur de la fleur (introrses). Enfin la déhiscence des anthères est longitudinale.
- Le gynécée est formé de trois carpelles soudés. Les ovaires, triloculaires, sont supères. Chaque fleur n’a qu’un style mais avec deux à douze ovules par loge, qui ont une placentation axile. Les ovules prennent des positions multiples selon les espèces.

### Le fruit
- Typiquement, le fruit est une baie.
- La graine est albuminée, c'est-à-dire que son albumen est développé en structure de réserve (plus ou moins selon les genres et espèces).
- L’embryon peut être droit jusqu’à courbé.

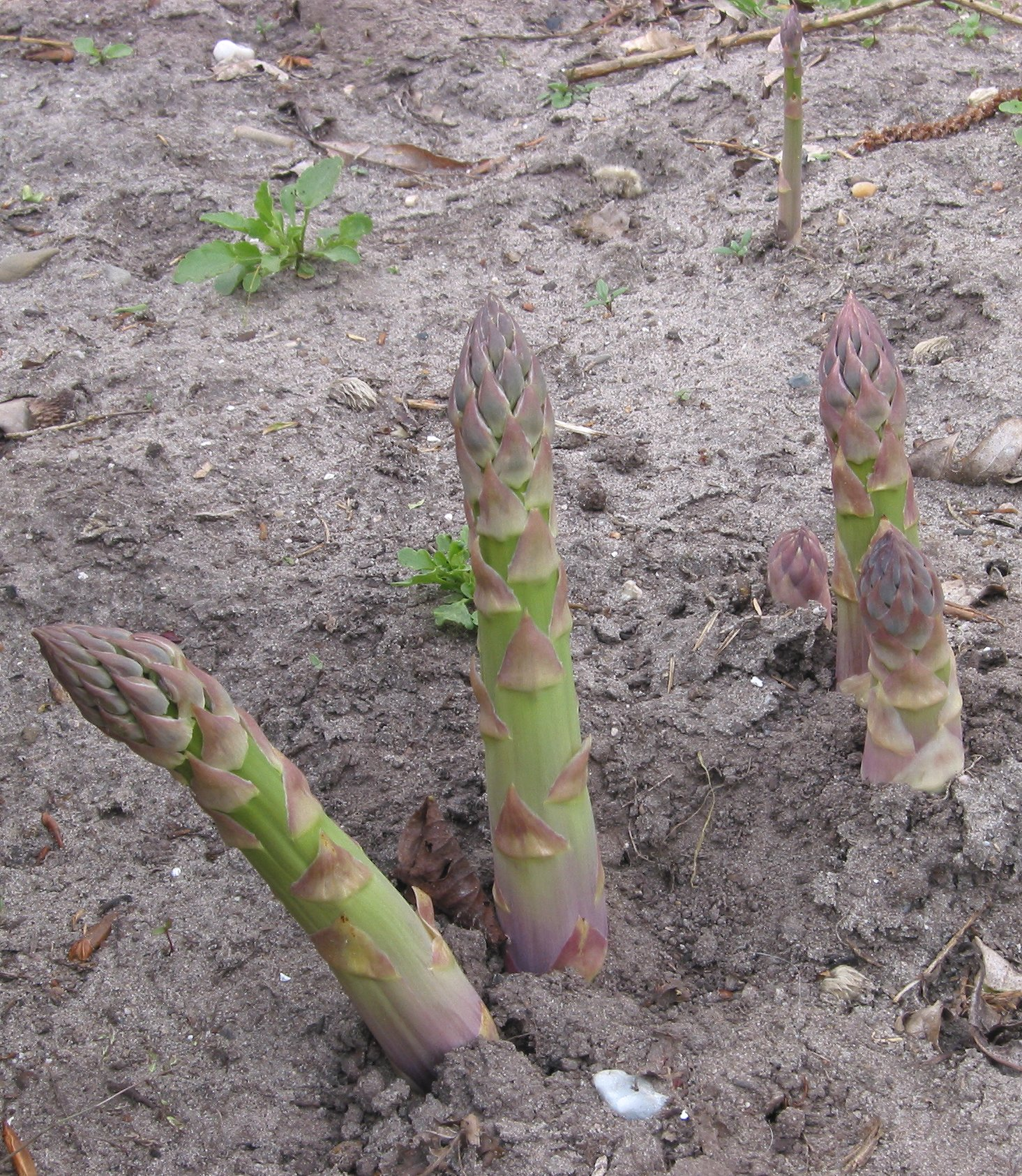
Asperges communes sortant de terre, prêtes à être récoltées pour la consommation

## Classification

### Les étapes des classifications
La première classification phylogénétique (APG 1998) a donc séparé cette famille des Liliacées et la rattache à l'ordre des Asparagales.

Après 1998, l'Angiosperm Phylogeny Group (APG) a encore modifié sensiblement le classement.
La classification phylogénétique APG II (2003) offrait deux options :
- Asparagaceae lato sensu : cette famille inclurait les plantes autrefois assignées aux familles Agavaceae, Aphyllanthaceae, Hyacinthaceae, Laxmanniaceae, Ruscaceae et Themidaceae.
- Asparagaceae stricto sensu : cette famille exclurait les plantes assignées aux familles Agavaceae, Aphyllanthaceae, Hyacinthaceae, Laxmanniaceae, Ruscaceae et Themidaceae. Cette famille ne comprend plus que 2 genres: Asparagus et Hemiphylacus.

En classification phylogénétique APG III (2009) la famille des Asparagaceae admet sept sous-familles :
- Agavoideae, Herb., 1837
- Aphyllanthoideae (en), Lindl., 1846
- Asparagoideae (en), Burmeist., 1837
- Brodiaeoideae (en), Traub, 1972
- Lomandroideae (en), Thorne & Reveal, 2007
- Nolinoideae 	Burnett, 1835
- Scilloideae (en), Burnett, 1835[5].

L'APG III incorpore dans cette famille les genres des 7 familles suivantes, qui ne sont donc plus reconnues : 
- Agavaceae Dumort., 1829 nom. cons.,
- Aphyllanthaceae Burnett, 1835
- Hesperocallidaceae Traub, 1972
- Hyacinthaceae Batsch ex Borkh., 1797
- Laxmanniaceae Bubani, 1901
- Ruscaceae M. Roem., 1840 nom. cons.
- Themidaceae Salisb., 1866

Bien que les Asparagaceae, ainsi définie, soient hétérogènes et mal caractérisées, on ne peut pas voir de caractères distinctifs entre Asparagaceae stricto sensu, Agavaceae, Laxmanniaceae, Ruscaceae et même Hyacinthaceae.

### Le genre type
Le genre type est Asparagus, genre qui compte plusieurs espèces.
- Citons Asparagus officinalis, l’asperge de nos tables, qui est cultivé en France. Cette asperge est également subspontanée aux alentours des jardins. Asparagus acutifolius est une asperge sauvage du Midi de la France.
- Le genre Asparagus fournit aussi des plantes ornementales, les asparagus : Asparagus plumosus, l’asparagus des fleuristes ; Asparagus sprengeri et la « queue de rat » (Asparagus exuvialis), plantes d'ornement extérieur ; Asparagus densiflorus ou encore Asparagus densiflorus meyeri, plantes d'appartement.
- Asparagus officinalis, l'asperge commune est aussi utilisé pour l'ornementation, séchée avec les baies rouges laissées sur la plante.

### Remarques sur certains genres
- Certains genres comme Hyacinthus (jacinthe véritable) ou ceux appelés globalement les scilles ont des feuilles clairement chlorophylliennes. Si l’introduction de ces genres dans les Asparagacées était définitivement adoptée, la description de la famille devra être revue.
- Dans la classification APG II (2003) la famille lato sensu qui inclut les Hyacinthaceae pourra devenir une sous-famille, les Hyacinthoideae.

## Liste des genres

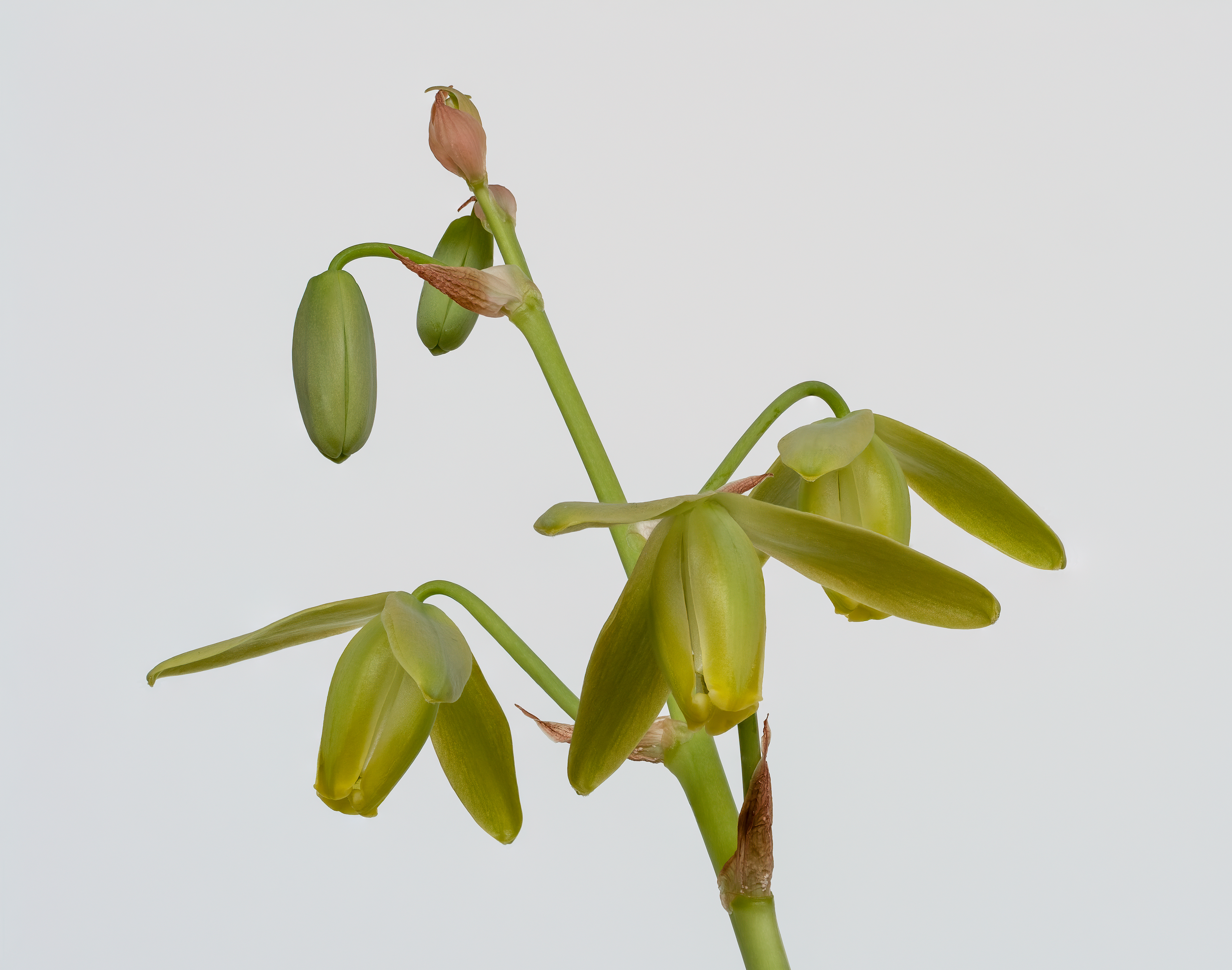
Albuca spiralis, un genre de Asparagaceae.

La classification phylogénétique APG III (2009) inclut dans cette famille les genres précédemment placés dans les familles Agavaceae, Aphyllanthaceae, Hesperocallidaceae, Hyacinthaceae, Laxmanniaceae, Ruscaceae, Themidaceae (Les genres Agave, Beschorneria, Furcraea, Hesperaloe, Manfreda, Polianthes, Prochnyanthes, Yucca entre autres).
Selon World Checklist of Selected Plant Families (WCSP) (3 septembre 2012) :
- Acanthocarpus Lehm. (1848)
- Agave L. (1753)
- Albuca L. (1762)
- Alrawia (Wendelbo) Perss. & Wendelbo (1979)
- Androstephium Torr. (1858)
- Anemarrhena Bunge, (1831)
- Anthericum L. (1753)
- Aphyllanthes L. (1753)
- Arthropodium R.Br. (1810)
- Asparagus Tourn. ex L. (1753)
- Aspidistra Ker Gawl. (1823)
- Barnardia Lindl. (1826)
- Beaucarnea Lem. (1861)
- Bellevalia Lapeyr. (1808)
- Beschorneria Kunth (1850)
- Bessera Schult.f. (1829)
- Bloomeria Kellogg (1863)
- Bowiea Harv. ex Hook.f. (1867)
- Brimeura Salisb. (1866)
- Brodiaea Sm. (1811)
- Calibanus Rose (1906)
- Camassia Lindl. (1832)
- Chamaescilla F.Muell. ex Benth. (1878)
- Chamaexeros Benth. (1878)
- Chlorogalum (Lindl.) Kunth (1843)
- Chlorophytum Ker Gawl. (1807)
- Clara Kunth (1848)
- Comospermum Rauschert (1982)
- Convallaria L. (1753)
- Cordyline Comm. ex R.Br. (1810)
- Danae Medik. (1787)
- Dandya H.E.Moore (1953)
- Dasylirion Zucc. (1838)
- Daubenya Lindl. (1835)
- Diamena Ravenna (1987)
- Dichelostemma Kunth (1843)
- Dichopogon Kunth (1843)
- Diora Ravenna (1987)
- Dipcadi Medik. (1790)
- Disporopsis Hance (1883)
- Diuranthera Hemsl. (1905)
- Dracaena Vand. ex L., (1767)
- Drimia Jacq. (1797)
- Drimiopsis Lindl. & Paxton (1851)
- Echeandia Ortega (1798)
- Eremocrinum M.E.Jones (1893)
- Eriospermum Jacq. (1796)
- Eucomis L'Hér. (1789)
- Eustrephus R.Br. (1809)
- Fessia Speta (1998)
- Furcraea Vent. (1793)
- Fusifilum Raf. (1837)
- Hagenbachia Nees & Mart. (1823)
- Hastingsia S.Watson (1879)
- Herreria Ruiz & Pav. (1794)
- Herreriopsis H.Perrier (1934 publ. 1935)
- Hesperaloe Engelm. (1871)
- Hesperocallis A.Gray (1868)
- Hesperoyucca (Engelm.) Trel. (1893)
- Heteropolygonatum M.N.Tamura & Ogisu (1997)
- Hosta Tratt. (1812)
- Hyacinthella Schur (1856)
- Hyacinthoides Heist. ex Fabr. (1759)
- Hyacinthus Tourn. ex L. (1753)
- Lachenalia Jacq. ex Murray (1784)
- Laxmannia R.Br. (1810)
- Ledebouria Roth (1821)
- Leucocrinum Nutt. ex A. Gray,  (1837)
- Liriope Lour. ,  (1790)
- Lomandra Labill. ,  (1805)
- Maianthemum F. H. Wigg. , (1780)
- Manfreda Salisb. , (1866)
- Massonia Thunb. ex Houtt. , (1780)
- Merwilla Speta , (1998)
- Milla Cav. , (1793)
- Muilla S. Watson ex Benth. & Hook. f. , (1883)
- Murchisonia Brittan , (1971)
- Muscari Mill. , (1754)
- Nolina Michx. , (1803)
- Ophiopogon Ker Gawl. , (1807)
- Ornithogalum L., (1753)
- Oziroe Raf. , (1837)
- Paradisea Mazzuc. , (1811)
- Peliosanthes Andrews , (1808)
- Petronymphe H. E. Moore , (1951)
- Polianthes L. , (153)
- Polygonatum Mill. , (1754)
- Prochnyanthes S. Watson , (1887)
- Prospero Salisb. , (1866)
- Pseudoprospero Speta , (1998)
- Puschkinia Adams , (1805)
- Reineckea Kunth , (1844)
- Rohdea Roth , (1821)
- Romnalda P. F. Stevens , (1978)
- Ruscus L. , (1753)
- Sansevieria Thunb. , (1794)
- Schizocarphus Van der Merwe , (1943)
- Schoenolirion Torr. ex Durand , (1855)
- Scilla L. , (1753)
- Semele Kunth , (1844)
- Sowerbaea Sm. , (1798)
- Speirantha Baker , (1875)
- Spetaea Wetschnig & Pfosser , (2003)
- Theropogon Maxim. , (1871)
- Thysanotus R. Br., (1810)
- Trichopetalum Lindl. , (1832)
- Triteleia Douglas ex Lindl. , (1830)
- Triteleiopsis Hoover , (1941)
- Tupistra Ker Gawl. , (1814)
- Veltheimia Gled. , (1771)
- Xerolirion A. S. George , (1986)
- Yucca L. , (1753)
- Zagrosia Speta , (1998)

Selon NCBI (16 avr. 2010) :
- sous-famille Agavoideae (correspondant à l'ancienne famille Agavaceae)
  - Agave
  - Anemarrhena
  - Anthericum
  - Behnia
  - Beschorneria
  - Camassia
  - Chlorogalum
  - Chlorophytum
  - Echeandia
  - Furcraea
  - Hastingsia
  - Herreria
  - Hesperocallis
  - Hesperoyucca
  - Hosta
  - Leucocrinum
  - Manfreda
  - Paradisea
  - Polianthes
  - Prochnyanthes
  - Stellarioides
  - Yucca
- sous-famille Aphyllanthoideae
  - Aphyllanthes
- sous-famille Asparagoideae
  - Asparagus
  - Hemiphylacus
- sous-famille Brodiaeoideae
  - Androstephium
  - Bessera
  - Bloomeria
  - Brodiaea
  - Dandya
  - Dichelostemma
  - Jaimehintonia
  - Milla
  - Muilla
  - Petronymphe
  - Triteleia
  - Triteleiopsis
- Karoophila
- sous-famille Lomandroideae
  - Acanthocarpus
  - Arthropodium
  - Chamaescilla
  - Chamaexeros
  - Cordyline
  - Eustrephus
  - Lomandra
  - Sowerbaea
  - Thysanotus
  - Xerolirion
- Myrsiphyllum
- sous-famille Nolinoideae
  - Aspidistra
  - Beaucarnea
  - Bowiea
  - Calibanus
  - Campylandra
  - Comospermum
  - Convallaria
  - Danae
  - Dasylirion
  - Disporopsis
  - Dracaena
  - Eriospermum
  - Heteropolygonatum
  - Kreysigia
  - Liriope
  - Maianthemum
  - Nolina
  - Ophiopogon
  - Peliosanthes
  - Pleomele
  - Polygonatum
  - Reineckea
  - Rohdea
  - Ruscus
  - Sansevieria
  - Semele
  - Speirantha
  - Streptopus
  - Tricalistra
  - Tupistra
- sous-famille Scilloideae
  - Albuca
  - Alrawia
  - Amphisiphon
  - Androsiphon
  - Autonoe
  - Avonsera
  - Bellevalia
  - Brimeura
  - Cathissa
  - Charybdis
  - Chouardia
  - Coilonox
  - Daubenya
  - Dipcadi
  - Drimia
  - Drimiopsis
  - Ebertia
  - Eliokarmos
  - Eucomis
  - Fessia
  - Galtonia
  - Honorius
  - Hyacinthella
  - Hyacinthoides
  - Hyacinthus
  - Igidia
  - Lachenalia
  - Ledebouria
  - Loncomelos
  - Massonia
  - Melomphis
  - Merwilla
  - Muscari
  - Nectaroscilla
  - Neopatersonia
  - Oncostema
  - Ornithogalum
  - Othocallis
  - Oziroe
  - Periboea
  - Pfosseria
  - Polyxena
  - Prospero
  - Pseudogaltonia
  - Pseudoprospero
  - Puschkinia
  - Resnova
  - Rhadamanthus
  - Schizobasis
  - Schizocarphus
  - Schnarfia
  - Scilla
  - Spetaea
  - Thuranthos
  - Tractema
  - Urginavia
  - Veltheimia
  - Whiteheadia
  - Zagrosia
  - Zahariadia

Selon DELTA Angio (16 avr. 2010) :
- Agave
- Asparagus
- Hemiphylacus
- Myrsiphyllum
- Protasparagus

Selon GBIF (20 juin 2022) :
- Acanthocarpus Lehm.
- Agave L.
- Agavites H.Abich (1859)
- Albuca L.
- Alrawia (Wendelbo) Perss. & Wendelbo, (1979)
- Anatis Sessé & Moc. ex Brongn., (1840)
- Androstephium Torr.
- Anemarrhena Bunge
- Anthericum L.
- Aphyllanthes L.
- Arthropodium R.Br.
- Asparagus Tourn. ex L.
- Aspidistra Ker Gawl., (1823)
- Asteliaphyllum Squinabol, (1892)
- Austronea
- Barnardia Lindl.
- Baxteria
- Beaucarnea Lem.
- Behnia Didr.
- Bellevalia Lapeyr.
- Beschorneria Kunth
- Bessera Schult.f.
- Bloomeria Kellogg
- Bowiea Harv. ex Hook.f.
- Brimeura Salisb.
- Brodiaea Sm.
- Camassia Lindl.
- Chamaexeros Benth.
- Chlorogalum (Lindl.) Kunth
- Chlorophytum Ker Gawl.
- Clara Kunth
- Cleistoyucca Eastw., (1905)
- Comospermum Rauschert
- Conicae Feinbr.
- Convallaria L.
- Cordyline Comm. ex R.Br.
- Danae Medik.
- Dandya H.E.Moore
- Dasylirion Zucc.
- Daubenya Lindl.
- Diamena Ravenna
- Dichelostemma Kunth
- Dichopogon Kunth
- Diora Ravenna
- Dipcadi Medik.
- Dipterostemon Rydb.
- Disporopsis Hance
- Diuranthera Hemsl.a
- Dracaena Vand., (1767)
- Drimia Jacq. ex Willd.
- Drimiopsis Lindl. & Paxton
- Echeandia Ortega
- Eremocrinum M.E.Jones
- Eriospermocormus S.D.Bonde, (2005)
- Eriospermum Jacq. ex Willd.
- Eucomis L'Hér.
- Eustrephus R.Br.
- Fessia Speta
- Fourcroea Haw., (1819)
- Furcraea Vent.
- Furcroya Raf.
- Fusifilum Raf.
- Hagenbachia Nees & Mart.
- Hastingsia S.Watson
- Hemiphylacus S.Watson
- Herreria Ruiz & Pav.
- Herreriopsis H.Perrier
- Hesperaloe Engelm.
- Hesperocallis A.Gray
- Hesperoyucca (Engelm.) Trel.
- Heteropolygonatum M.N.Tamura & Ogisu
- Hooveria D.W.Taylor & D.J.Keil
- Hosta Tratt.
- Hyacinthella Schur
- Hyacinthoides Heist. ex Fabr.
- Hyacinthus Tourn. ex L.
- Iuka Adanson, (1763)
- Jaimehintonia B.L.Turner
- Lachenalia Jacq. ex Murray
- Laxmannia R.Br.
- Ledebouria Roth
- Leopoldia Parl.
- Leucocrinum Nutt. ex A. Gray
- Liriope Lour.
- Lomandra Labill.
- Maianthemum F. H. Wigg.
- Majanthemum F. H. Wigg.
- Massonia Thunb. ex Houtt.
- Merwilla Speta
- Milla Cav.
- Muilla S. Watson ex Benth. & Hook. f.
- Murchisonia Brittan
- Muscari Mill.
- Nolina Michx.
- Ophiopogon Ker Gawl.
- Ornithogalum L.
- Oziroe Raf.
- Paradisea Mazzuc.
- Peliosanthes Andrews
- Petronymphe H. E. Moore
- Polygonatum Mill.
- Prospero Salisb.
- Protoyucca W.D.Tidwell & L.R.Parker, (1990)
- Pseudogaltonia (Kuntze) Engl.
- Pseudomuscari Garbari & Greuter
- Pseudoprospero Speta
- Puschkinia Adams
- Reineckea Kunth
- Resnova Merwe
- Rhodocodon Baker, (1881)
- Roezlia Roezl, (1861)
- Rohdea Roth
- Romnalda P. F. Stevens
- Ruscus L.
- Sansevieria Thunb.
- Schizocarphus Merwe
- Schoenolirion Durand
- Scilla L.
- Semele Kunth
- Sowerbaea Sm.
- Speirantha Baker
- Spetaea Wetschnig & Pfosser
- Streptopus
- Theropogon Maxim.
- Thysanotus R. Br.
- Tillandsia
- Trichopetalum Lindl.
- Trihesperus Herb.
- Triteleia Douglas ex Lindl.
- Triteleiopsis Hoover
- Tupistra Ker Gawl.
- Veltheimia Gled.
- Whiteheadia
- Xerolirion A. S. George
- Xochiquetzallia J.Gutiérrez, (2020)
- Yucca L.
- Zagrosia Speta
- Zingela